# Longitarsus varicornis
Longitarsus varicornis är en skalbaggsart som beskrevs av Christian Wilhelm Ludwig Eduard Suffrian 1868. Longitarsus varicornis ingår i släktet Longitarsus och familjen bladbaggar. Inga underarter finns listade i Catalogue of Life.